# Elemér Somfay
Elemér Somfay (* 28. August 1898 in Budapest; † 15. Mai 1979 ebenda) war ein ungarischer Leichtathlet und Moderner Fünfkämpfer.
Bei den Olympischen Spielen 1924 in Paris gewann er Silber im Fünfkampf und gab im Zehnkampf nach vier Disziplinen auf. 1932 wurde er bei den Olympischen Spielen in Los Angeles Siebter im Modernen Fünfkampf.
Viermal wurde er ungarischer Meister im Zehnkampf (1926, 1927, 1929, 1930), einmal im Fünfkampf (1924), viermal im 200-Meter-Hürdenlauf (1922–1924, 1930), sechsmal im 400-Meter-Hürdenlauf (1923–1927, 1929) und viermal im Dreisprung (1922, 1924, 1926, 1927). In letzterer Disziplin wurde er außerdem 1925 englischer Meister.

## Persönliche Bestleistungen
- 400 m Hürden: 56,2 s, 5. Oktober 1924, Budapest
- Dreisprung: 14,53 m, 5. Juli 1925, Prešov
- Zehnkampf: 7287,830 Punkte, 20. Oktober 1923, Budapest